# Heuffel János
Heuffel János vagy Johann A. Heuffel (Modor, 1800. december 29. – Lugos, 1857. szeptember 22.) magyar botanikus, orvos. Kitaibel Pál és Ferdinand Schur mellett a legtöbb magyarországi növényfaj leírója. Nevét számos növény viseli. Botanikai szakmunkákban nevének rövidítése: „Heuff.”.

## Életrajza
Bécsi és pesti tanulmányainak befejeztével 1826-ban kapta meg diplomáját, értekezése későbbi munkásságának terét is megszabta. 1827-től praktizált, báró Aczél arad vármegyei uradalmi orvosaként dolgozott; e vidéknek a Kárpátokat és a Balkánt áthidaló flórájával ismerkedett meg. 1829-től Krassó vármegye tiszti főorvosa volt Lugoson, majd a szabadságharc lezajlása Heuffel sorsát is rosszra változtatta. Hivatalból Nagybecskerekre való áthelyezését nem fogadhatta el, 1853-tól Lugoson magánorvosi gyakorlatot folytatott. Azonban a füvészkedést buzgóan folytatta: a Bánság növényvilágát kutatta. Több külföldi tudományos társaság tagja volt, köztük a szentpétervári Akadémiának is. Kézirati közül Kanitz a Linnaeaban többet adott ki (Carex, Juncus, Luzula). Herbáriumát Haynald Lajos érsek vette meg, ma a Magyar Nemzeti Múzeum növénytárának tulajdonát képezi.

## Főbb művei
- Diss. inaug. med.-botanica de distributione plantarum geographica per Comitatum Hungariae Pesthiensem (Pest, 1826)
- Sertum plantarum novarum (Flora, 1853)
- Über einige verwechselte Arten der Flora Ungarns (Flora, 1854)
- Diószegia, eine neue Pflanzengattung (Wachtel's Zeitschr., 1854)
- Die in Ungarn vorkommenden Arten der Gattung Knautia Coult. (Flora, 1856)
- Enumeratio plantarum in Banatu Temesiensi… (Verhandl. Zool Bot. Ges. Wien, 1858)
- Fragmenta monographine caricum in regnis Hungariae… (Linz, 1862. 31.)
- Beiträge zur Kenntniss der in Ungarn vorkommenden Arten der Gattung Quercus… (Zeitschr. für Natur- u. Heilkunde in Ungarn L).